# Peter Tetens
 Der er flere personer med dette navn, se Peder Tetens.
Peter Jacobsen Tetens (12. august 1797 i Viborg – 9. oktober 1859 i København) var en dansk stiftamtmand.
Han var en søn af konrektor, landvæsenskommisær og ejer af Asmild Kloster Jacob Tetens (døbt 3. maj 1766, død 1. april 1811) og Johanne Cathrine f. Hansen (16. marts 1778 – 24. juli 1845). Han blev 1814 dimitteret til Universitetet fra Odense Katedralskole, tog 1817 juridisk embedseksamen, var 1819-22 kopist i Direktionen for Universitetet og de lærde Skoler, udnævntes desuden 1820 til auditør i Armeen, 1826 til overauditør, beskikkedes 1828 til surnumerær og 1829 til virkelig assessor i Landsover- samt Hof- og Stadsretten og var fra 1831-42 tillige præses i den, sidstnævnte år ophævede Inkvisitionskommission. 1845 udnævntes han til assessor i Højesteret, men konstitueredes allerede i slutningen af samme år til amtmand over Københavns Amt, hvilket embede han 1847 definitivt overtog og fra 1850 beklædte i forbindelse med embedet som stiftamtmand over Sjællands Stift, deri indbefattet Bornholm og Færøerne, indtil sin død, 9. oktober 1859 i København. 1849-50 var han tillige kongelig kommissarius for jernbanen imellem København og Roskilde. 1849 blev han desuden formand for valgbestyrelsen i 2. Landstingskreds. 1840 havde han fået titel af justitsråd, 1854 af kammerherre og blev 28. juni 1842 Ridder af Dannebrog.
Både som dommer og senere som højtstillet administrativ embedsmand nød han almindelig anerkendelse for sin dygtighed og sin varme interesse for de anliggender, han var sat til at varetage. særlig til hjælp for lokale administrative myndigheder udarbejdede han en Haandbog i Lovgivningen om Skatter og andre offentlige og kommunale Paalæg samt om Organisationen af de vigtigste dertil hørende Indretninger (1855; 2. udgave 1857).
Han blev 1834 gift i Vor Frue Kirke (gebyr for vielse i Frue Kirke betalt 7. maj, men vielsen ikke indført i kirkebogen) med Engelke Sophie Rynning, adopteret Tetens (28. august 1804 i Vinger, Akershus Stift – 16. juli 1891 i København), en datter af sognepræst Sigvard Irgens Rynning og Ursilla Maria f. Gaarder og adopteret datter af biskop i Ribe Stephan Tetens.